# جون فريدريك (لاعب كريكت)
جون فريدريك (بالإنجليزية: John Frederick)‏ (18 أكتوبر 1910 بملبورن في أستراليا - ) هو لاعب كريكت أسترالي. لعب مع فريق فكتوريا للكريكت.

## وصلات خارجية
- جون فريدريك (لاعب كريكت) على موقع إي آس بي آن كريك إنفو (الإنجليزية)